# Lenga-Südbuche
Die Lenga-Südbuche (Nothofagus pumilio) ist eine Scheinbuchenart aus der Familie der Scheinbuchengewächse (Nothofagaceae).

## Merkmale
Die Lenga-Südbuche ist ein sommergrüner laubwerfender Baum, erreicht eine Höhe von bis zu 30 Metern und einen Durchmesser von bis zu 1,5 Metern. Die Rinde ist hellgrau und tief längsrissig. Die zweizeilig am Zweig angeordneten und an 2 bis 6 Millimeter langen Stielen stehenden Blätter sind elliptisch, die Blattspreite ist 2 bis 4 Zentimeter lang und 1,4 bis 3 Zentimeter breit.
Die männlichen Blüten stehen an rund 4 Millimeter langen Blütenstielen. Sie haben verwachsene Blütenhüllblätter, die ein Perigon mit fünf bis sieben Lappen bilden und 15 bis 20 Staubblätter haben. Die weiblichen Blüten sind ungestielt.
Die Früchte sind kleine, 6 bis 7 Millimeter lange Nüsse. Je zwei von ihnen stehen, von einer Fruchthülle (Cupula) umgeben, zusammen.
Die Chromosomenzahl beträgt 2n = 26.

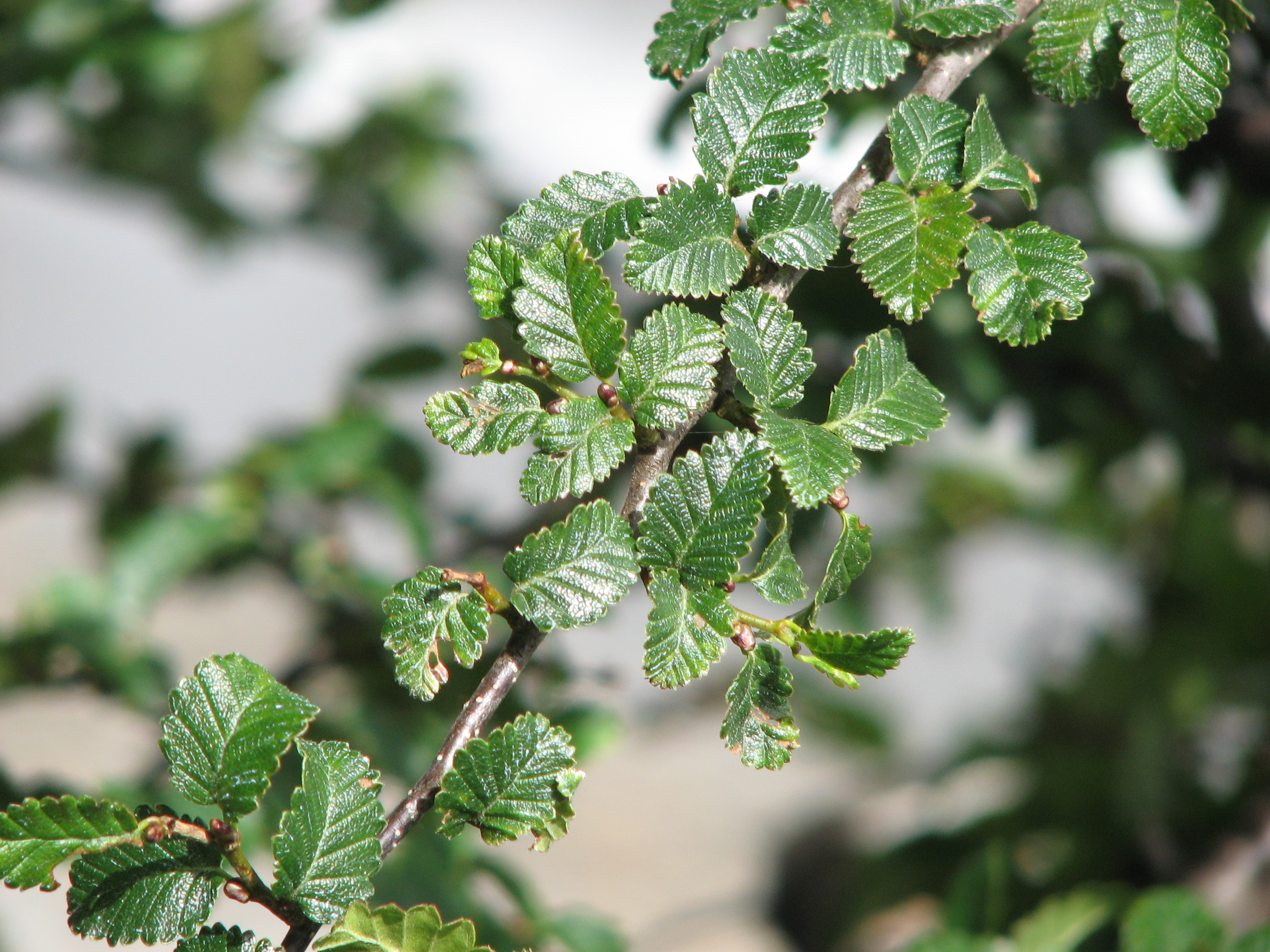
Lenga-Südbuche (Nothofagus pumilio)

## Verbreitung und Habitat
Die Lenga-Südbuche findet sich in Chile in temperierten Regionen von Talca bis hinab nach Kap Hoorn in allen Höhenlagen zwischen Meeresspiegel und Baumgrenze. Analog findet sie sich auch in Argentinien. Sie ist Teil der Wälder der Anden und Patagoniens.
Sie besiedelt Gebiete mit niedrigen Temperaturen und armen Böden, kann große Wälder bilden und findet sich in den Waldgesellschaften Lenga, Roble-Raulí-Coihue, Coihue de Magallanes
Araucaria und Alerce.

## Systematik
Die Lenga-Südbuche gehört zur Untergattung Nothofagus, die nur fünf in Südamerika vorkommende Arten umfasst.

## Nachweise
- Die Lenga-Südbuche in der Enciclopedia de la Flora Chilena (span.)
- Sebastián Teillier: Curso de Botánica Sistemática, Online